# Альціон блакитний
Альціон блакитний (Halcyon malimbica) — вид сиворакшеподібних птахів родини рибалочкових (Alcedinidae).

## Поширення
Вид поширений у Центральній та Західній Африці на південь від Сахари. Він трапляється в різноманітних лісистих середовищах існування. Це в основному осілий вид, але в посушливий сезон він мігрує із сухих саван у вологіші місця.

## Опис
Довжина птаха становить близько 25 см. Дорослі особини мають сіру шапку та широку чорну пов'язку на очах. Решта голови, шиї, спини та хвоста блакитні. Його крила здебільшого чорнуваті з синіми другорядними пір'ям. Нижня частина біла, за винятком грудей, яка блакитнувата. Довгий дзьоб має червону верхню щелепу та чорну нижню щелепу. Його ніжки яскраво-червоні. Обидві статі схожі за зовнішнім виглядом.

## Спосіб життя
Харчується переважно великими комахами, членистоногими, рибою та жабами, а також плодами олійної пальми. Під час шлюбного танцю вони розправляють крила, щоб показати білі лінії на нижній стороні. Гніздяться в термітниках на деревах. Кладка зазвичай складається з двох округлих яєць.

## Підвиди
- H. m. malimbica. Прирічкові ліси від Камеруну до Уганди та Замбії.
- H. m. forbesi. Від Сьєрра-Леоне до сходу Нігерії та крайнього заходу Камеруну; о. Біоко.
- H. m. torquata. Сенегамбія та Гвінея-Бісау до крайнього Західного Малі.
- H. m. dryas. Сан-Томе і Принсіпі.